# Jang Seung-eop
Jang Seung-eop, (Korean: 장승업; 1843–1897) plus connu sous son nom d'artiste Owon, (1843-1897), est un peintre qui vécut en Corée sous la dynastie Joseon.

## Parcours
Orphelin, Owon apprit la peinture en grandissant dans une famille d'accueil. Il développa son art alors qu'il avait une vingtaine d'années et vivait chez un aristocrate nommé Yi Ung-heon. Son talent fut progressivement reconnu. Il peignait tous les thèmes classiques de l'art coréen : paysages, fleurs, scène de la vie quotidienne.
Avec les peintres plus anciens que sont Danwon et Hyewon, Owon est reconnu aujourd'hui comme l'un des « Trois Won » de la peinture, au cours de la période Joseon.

## Film
Le film Ivre de femmes et de peinture réalisé par Im Kwon-taek (2002) raconte l'histoire de la vie d'Owon.

## Galerie

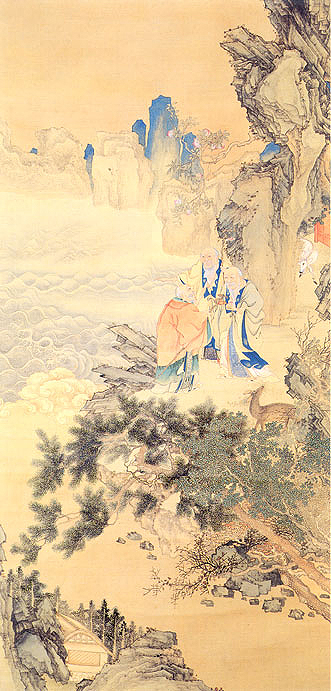
Samin munnyeondo
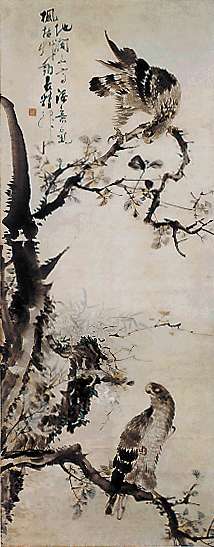
Hochwido
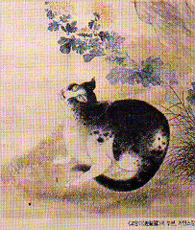
chat
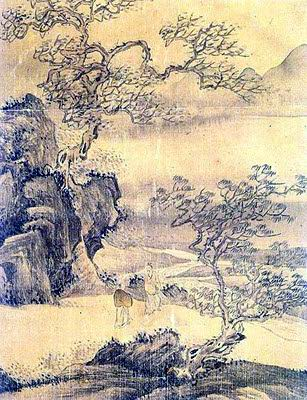
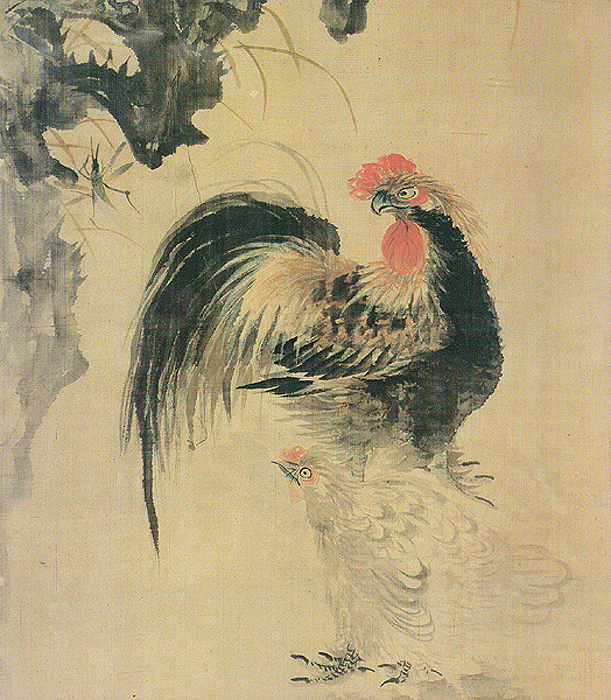
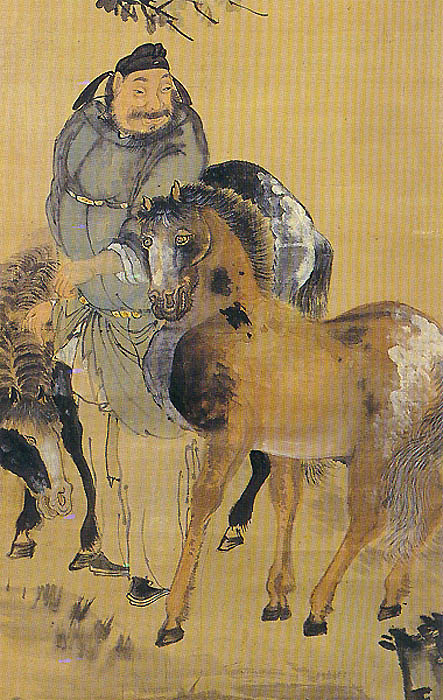
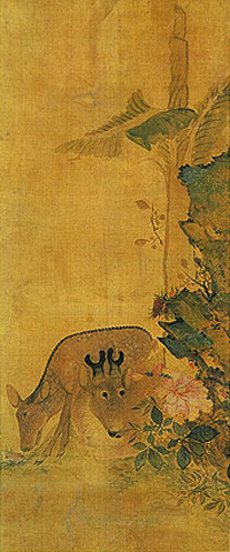

## Liens
- Ressources relatives aux beaux-arts :   - Bénézit
  - Bridgeman Art Library
  - Grove Art Online
  - MutualArt
  - Union List of Artist Names
- Notices dans des dictionnaires ou encyclopédies généralistes :   - Britannica
  - Den Store Danske Encyklopædi
- Notices d'autorité :   - VIAF
  - ISNI
  - LCCN
  - GND
  - Espagne
  - Israël
  - Corée du Sud
  - WorldCat
- (en) Biographie
- site du film Ivre de femmes et de peinture